# Соседский район
Соседский райо́н — административно-территориальная единица в РСФСР, существовавшая в 1928—1959 годах. Административный центр — село Соседка.

## География
В Пензенской области район располагался вдоль западной границы с Тамбовской областью.

## История
16 июля 1928 года был образован Громовский район с центром в селе Громок в составе Тамбовского округа Центрально-Чернозёмной области, позднее райцентр переведён в село Соседка, а район переименован в Соседский.
1 февраля 1933 года район был ликвидирован. При этом Александровский, Бояровский, Громовский, Каменский (без посёлка Вернадовка), Кирилловский и Липовский сельсоветы были переданы в Земетчинский район, а Анненский, Бадино-Угловский, Глуховский, Дмитриевский, Кяндевский, Соломенский и Софьинский сельсоветы и посёлок Вернадовка — в Пичаевский район.
13 июня 1934 года Соседский район был восстановлен в составе вновь образованной Воронежской области.
С 27 сентября 1937 года район в составе Тамбовской области, а 4 февраля 1939 года передан в состав вновь образованной Пензенской области.
В апреле 1959 года район был упразднён, его территория вошла в состав Башмаковского района.